# Max Spring
Max Spring (Francia, 15 de marzo de 2001) es un jugador profesional francés de rugby que se desempeña en la posición de fullback en Racing 92, equipo perteneciente a la liga Top 14.

## Carrera
Spring es un jugador de formación francesa (JIFF). Comenzó su carrera deportiva con el equipo US Nafarroa, en el cual jugó nueve temporadas (2007-2016), después pasó a Aviron Bayonnais (2016-2019), luego a Racing 92, donde lleva jugando cinco temporadas.